# Hermann Adolf Lüntzel
Hermann Adolf Lüntzel (* 15. Januar 1799 in Hildesheim; † 20. November 1850 ebenda) war ein deutscher Justizrat und Historiker. Seine Arbeiten galten der Geschichte von Stadt und Stift Hildesheim.

## Leben
Hermann Adolf Lüntzel entstammte der Hildesheimer Patrizierfamilie Lüntzel. Sein Vater Christoph Friedrich Lüntzel (1749–1826) war Bürgermeister der Altstadt Hildesheim und später Mitglied der Ständeversammlung des Königreichs Hannover. Hermann Adolf studierte Rechtswissenschaft und wurde Justizrat an der Justizkanzlei (Landgericht) Hildesheim. 
Die Reihe seiner regionalhistorischen Veröffentlichungen begann 1830. Daneben ordnete er als Leiter des Armenadministrationscollegiums das Wohlfahrtswesen der Stadt und setzte sich für die Erhaltung der Kunstdenkmäler ein. Mehrfach wurde er als Liberaler in die Zweite Kammer der Hannoverschen Ständeversammlung gewählt. 1848 und 1849 war er Delegierter in der Frankfurter Nationalversammlung.

## Veröffentlichungen
- Die bäuerlichen Lasten im Fürstenthum Hildesheim. Eine geschichtlich-rechtliche Abhandlung, 1830
- Die ältere Diöcese Hildesheim, 1837
- Die Annahme des evangelischen Glaubensbekenntnisses von Seiten der Stadt Hildesheim, 1842
- Die Stiftsfehde, Erzählungen und Lieder, 1846 (Digitalisat)
- Geschichte des Schlosses Steinbrück im Fürstenthum Hildesheim und Jürgen Wullenweber, 1851
- Geschichte der Diöcese und Stadt Hildesheim, 1858 herausgegeben von seinem Neffen Hermann Roemer (Digitalisat)